# گیل‌آباد (نکا)
گیل آباد، روستایی است از توابع بخش مرکزی شهرستان نکا در استان مازندران ایران.

## جمعیت
این روستا در دهستان قره‌طغان قرار دارد و براساس سرشماری مرکز آمار ایران در سال ۱۳۸۵، جمعیت آن ۱۹۵ نفر (۴۲خانوار) بوده‌است.